# ドイツ・ブンデスリーガ1970-1971
フースバル・ブンデスリーガ 1970-1971はドイツサッカー協会 (DFB) によって開催された男子全国最上位リーグの第8シーズン目である。ボルシア・メンヒェングラートバッハが連覇を飾り、2回目のドイチャー・フースバルマイスターの座に就いた。

## 概要
序盤の混戦から抜け出した昨季王者ボルシアMGと、一昨季王者FCバイエルン・ミュンヘンが優勝争いを牽引した。第33節、両者勝ち点で並びながらも、バイエルンが得失点差1ポイントのリードで首位を奪回するが、最終節はMSVデュースブルクに0-2で敗戦。対するグラートバッハは4-1でアイントラハト・フランクフルトを破り、逆転で連覇を達成した。
ボルシアMGは、ブンデスリーガ時代において初のドイツ王座防衛に成功した。しかし第27節にはあやうく致命傷となりかねない敗戦処分、ベーケルベルクのゴールポスト破損事件も起こっている。本拠地ベーケルベルクシュタディオンでのヴェルダー・ブレーメン戦で、1-1の同点で迎えた88分グラートバッハはギュンター・ネッツァーのFKからのクロスにヘルベルト・ラウメンが頭で合わせようとするが、空振りしてゴールネットに突っ込み、その衝撃で腐った左ポストが根元から折れて、ゴールマウスが倒壊。試合継続は不可能となり打ち切られた。DFBは主催クラブの用具管理不備を追及し、ブレーメンに0-2の勝利を与えた。
準優勝のバイエルンもDFBポカール1970-1971で優勝し、無冠を免れた。UEFAカップ出場権は3位ヘルタBSC、4位アイントラハト・ブラウンシュヴァイク、5位ハンブルガーSV、ポカール準優勝1.FCケルン (リーグ2位のバイエルンがカップウィナーズカップに出場するため) が獲得した。
得点王は、24ゴールを決めたロート＝ヴァイス・オーバーハウゼンのローター・コブルーン。

### 八百長スキャンダル
後半戦の残留争いにおいて、アルミニア・ビーレフェルトとロートヴァイス・オーバーハウゼンが、複数の試合で対戦相手に金銭を渡し、自分たちに勝たせてくれるよう八百長をしていた事が発覚した。スキャンダル発覚の元となったのは、自動降格したキッカーズ・オッフェンバッハのホルスト＝グレゴリオ・カネジャス会長が、1971年6月6日の50歳の誕生日パーティーで再生した、暴露テープであった。DFBによる調査が進んだ後、翌シーズンにビーレフェルトはライセンスを剥奪され、八百長に関与した多数の選手・コーチングスタッフ・クラブ役員が、無期限追放処分を受けた。しかし、これはまだ氷山の一角であった。

## 順位表[4]
| 順 | チーム                                 | 試 | 勝 | 分 | 敗 | 得 | 失 | 差  | 点 | 出場権または降格                            |
| -- | -------------------------------------- | -- | -- | -- | -- | -- | -- | --- | -- | ------------------------------------------- |
| 1  | ボルシア・メンヒェングラートバッハ (C) | 34 | 20 | 10 | 4  | 77 | 35 | +42 | 50 | UCC出場                                     |
| 2  | FCバイエルン・ミュンヘン               | 34 | 19 | 10 | 5  | 74 | 36 | +38 | 48 | CWC出場                                     |
| 3  | ヘルタBSC                              | 34 | 16 | 9  | 9  | 61 | 43 | +18 | 41 | UC出場                                      |
| 4  | アイントラハト・ブラウンシュヴァイク   | 34 | 16 | 7  | 11 | 52 | 40 | +12 | 39 | UC出場                                      |
| 5  | ハンブルガーSV                         | 34 | 13 | 11 | 10 | 54 | 63 | −9  | 37 | UC出場                                      |
| 6  | FCシャルケ04                           | 34 | 15 | 6  | 13 | 44 | 40 | +4  | 36 |                                             |
| 7  | MSVデュイスブルク                      | 34 | 12 | 11 | 11 | 43 | 47 | −4  | 35 |                                             |
| 8  | 1.FCカイザースラウテルン               | 34 | 15 | 4  | 15 | 54 | 57 | −3  | 34 |                                             |
| 9  | ハノーファー96                         | 34 | 12 | 9  | 13 | 53 | 49 | +4  | 33 |                                             |
| 10 | ヴェルダー・ブレーメン                 | 34 | 11 | 11 | 12 | 41 | 40 | +1  | 33 |                                             |
| 11 | 1.FCケルン                             | 34 | 11 | 11 | 12 | 46 | 56 | −10 | 33 | UC                                          |
| 12 | VfBシュトゥットガルト                  | 34 | 11 | 8  | 15 | 49 | 49 | 0   | 30 |                                             |
| 13 | ボルシア・ドルトムント                 | 34 | 10 | 9  | 15 | 54 | 60 | −6  | 29 |                                             |
| 14 | アルミニア・ビーレフェルト             | 34 | 12 | 5  | 17 | 34 | 53 | −19 | 29 |                                             |
| 15 | アイントラハト・フランクフルト         | 34 | 11 | 6  | 17 | 39 | 56 | −17 | 28 |                                             |
| 16 | ロート＝ヴァイス・オーバーハウゼン     | 34 | 9  | 9  | 16 | 54 | 69 | −15 | 27 |                                             |
| 17 | キッカース・オッフェンバッハ (R)       | 34 | 9  | 9  | 16 | 49 | 65 | −16 | 27 | フースバル・レギオナルリーガ1971–1972に降格 |
| 18 | ロート＝ヴァイス・エッセン (R)         | 34 | 7  | 9  | 18 | 48 | 68 | −20 | 23 | フースバル・レギオナルリーガ1971–1972に降格 |

1. ↑  DFBポカール1970-1971（ドイツ語版）優勝のバイエルンがUEFAカップウィナーズカップ 1971-72出場を決めた為, 彼らのUEFAカップ1971-72出場権はポカール準優勝のケルンに譲渡された。

## 得点ランキング[8]
| 順位 | 国籍         | 選手                                        | クラブ                             | 得点数 |
| ---- | ------------ | ------------------------------------------- | ---------------------------------- | ------ |
| 1    | 西ドイツの旗 | ローター・コープルーン                      | ロート＝ヴァイス・オーバーハオゼン | 24     |
| 2    | 西ドイツの旗 | ゲアト・ミュラー                            | FCバイエルン・ミュンヘン           | 22     |
|      | 西ドイツの旗 | カール＝ハインツ・フォークト (サッカー選手) | 1.FCカイザースラテルン             | 22     |
| 4    | 西ドイツの旗 | ローレンツ・ホーアー                        | ヘルタBSC                          | 20     |
|      | 西ドイツの旗 | ヘアバート・ラウメン                        | ボルシア・メンヒェングラートバッハ | 20     |

## ボルシア・メンヒェングラートバッハのマイスターマンシャフト[9]
| 1. | ボルシア・メンヒェングラートバッハ |
|    | - GK: ヴォルフガン・クレフ (34試合/–得点); ベアント・シュラーゲ, (–/–) - DF: ルートヴィヒ・ミュラー (サッカー選手) (34/2); ベアティ・フォクツ (34/1); クラウス＝ディーター・ジーロフ (33/6); ハインツ・ヴィットマン (サッカー選手) (20/–); ハートヴィヒ・ブライディック (16/–) - MF: ギュンター・ネッツァー (c) (32/9); ペーター・ディートリヒ (サッカー選手) (28/3); ヘアバート・ヴィマー (26/3); ライナー・ボンホフ (11/1); ハンス＝ユアゲン・ヴロカ (11/–); ヴェアナー・アドラー (–/–) - FW: ホアスト・ケッペル (34/9); ユップ・ハインケス (33/19); ヘアバート・ラウメン (31/20); ウルリク・レ・フェーヴレ (31/3) - FW: ヘネス・ヴァイスヴァイラー |

## 移籍市場

### ボルシア・メンヒェングラートバッハ
今季成績： 1位, 監督： ヘネス・ヴァイスヴァイラー, 1969/70: 1位
| 入団 | - ユップ・ハインケス, 33試合-19得点, ハノーファー96, BL, (元ボルシア・メンヒェングラートバッハ) - ライナー・ボンホーフ, 11-1, SuSエメリッヒ09 (ユーゲント), ユーゲント西ドイツ代表選手 - ハンス＝ユアゲン・ヴロカ, 11-0, SpVggシュテアクラーデ06/07, ユーゲント - ベアント・シュラーゲ, 出場なし, ロート＝ヴァイス・ヒュンスボルン/ユーゲント, ユーゲント西ドイツ代表選手 - ヴェアナー・アドラー, 出場なし, SVアルセンボルン, レギオナルリーガ (以下RL)・ズュートヴェスト                                                           |
| 退団 | - フォルカー・ダナー, MSVデュイスブルク, BL - ヴィンフリート・シェーファー, エアヴィン・シュピンラー, キッカース・オッフェンバッハ, RLズュート - ゲアト・ツィマーマン (サッカー選手), SCフォルトゥナ・ケルン, RLヴェスト - ヴェアナー・カイザー (1949年生まれのサッカー選手), ペーター・クラッケ, 1. FCザールブリュッケン, RLズュートヴェスト - ハインツ・コッホ (サッカー選手), VfLオスナブリュック, RLノルト - ペーター・マイアー (1940年生まれのサッカー選手), アマチュア復帰, VfLベンラート, フェアバンツリーガ・ニーダーライン |

### FCバイエルン・ミュンヘン
今季成績： 2位, 監督： ウド・ラテック, 1969/70: 2位
| 入団 | - ライナー・ツォベル, 34-3, ハノーファー96, BL - ウリ・ヘーネス, 31-6, ウルマーTSG1846, アマトゥーアリーガ (以下AL)・ノルトヴュルテンベルク, ユーゲント西ドイツ代表選手 - ヨーニー・ハンゼン (1943年生まれのサッカー選手), 30-1, 1. FCニュルンベルク, RLズュート - パウル・ブライトナー, 21-2, ESVフライラッシンク/ユーゲント, ユーゲント西ドイツ代表選手 - エトガー・シュナイダー, 20-2, VfRプフォルツハイム, 1. ALノルトバーデン - エーリヒ・マース (サッカー選手), 6-0, アイントラハト・ブラウンシュヴァイク, BL - ユアゲン・アイ, 1-0, アマチュアから昇格 |
| 退団 | - ライナー・オールハウザー, グラスホッペル・クルプ・ツューリヒ - ヴェアナー・オルク, FCアーラウ - グストル・シュタレク, ラピート・ヴィーン - エーリヒ・マース (サッカー選手), FCナント, シーズン途中の移籍 - クラウス・クライン (サッカー選手), SSVヤーン・レーゲンスブルク, RLズュート - ギュンター・ミヒル, 1. FCニュルンベルク, RLズュート - ヘルムート・ネアリンガー, ヘルムート・シュミット, キッカース・オッフェンバッハ, BL - ヴォルフガン・ギーアリンガー, FCヴァッカー・ミュンヘン, RLズュート - ペーター・シュテークマン, ベンノ・ツェラーマイアー  |

### ヘルタBSC
今季成績： 3位, 監督： ヘルムート・クロンスバイン, 1969/70: 3位
| 入団 | - ハンス＝ユアゲン・シュペアリヒ, 30-2, リューナーSV, RLヴェスト - ラースロー・ゲルゲイ (サッカー選手), 31-0, ディナモ・ブクレシュティ - ユアゲン・ルモーア, 20-0, 1. FCカイザースラウテルン, BL - ミヒャエル・ケルナー (サッカー選手), 1-0, ヘルタ03ツェーレンドルフ, RLベルリン - ラインハート・グレガー, 出場なし, ヘルタ03ツェーレンドルフ, RLベルリン - トーマス・ツァンダー (サッカー選手), 出場なし, ユーゲントから昇格 |
| 退団 | - ヘアマン・ブレーデンフェルト, TSVミュンヘン1860, RLズュート - ゲアノート・フライドル, TSVミュンヘン1860, RLズュート - カール＝ハインツ・ロイフゲン, TSVミュンヘン1860, RLズュート - ローター・グロス (サッカー選手), ヴェアナー・イプタ, SCタスマニア1900ベルリン, RLベルリン - マンフレート・アイヒベアク, テニス・ボルシア・ベルリン, RLベルリン                                                                           |

### アイントラハト・ブラウンシュヴァイク
今季成績： 4位, 監督： オットー・クネフラー → ヘルムート・ヨハンゼン, 1969/70: 16位
| 入団 | - ディートマー・エアラー, 30-7, ボルシア・ドルトムント, BL - ライナー・スクロツキ, 27-2, ヴッパーターラーSV, RL・ヴェスト - エーバーハート・ハウン, 13-0, アマチュアから昇格, ランデスリーガ (以下LL)・ニーダーザクセン, シーズン途中      |
| 退団 | - ベアント・デルフェル, セルヴェットFC - エーリヒ・マース (サッカー選手), FCバイエルン・ミュンヘン, BL - ハートムート・ヴァイス, VfBシュトゥットガルト, BL - ヴァルター・シュミット (1937年生まれのサッカー選手), ケガまたは病気による退団 |

### ハンブルガーSV
今季成績： 5位, 監督： クラウス＝ディーター・オクス → ゲオーク・クネプフル, 1969/70: 6位
| 入団 | - ハンス＝ユアゲン・リップ, 28-0, SCシュペルドルフ・ハンブルク, LLハンブルク - ゲアト・クリーア, 24-4, FC08フィリンゲン, RLズュート - ハインツ・ボン, 11-0, ヴッパーターラーSV, RLヴェスト - ヴォルフガン・カンプフ, 3-0, アマチュアから昇格, LLハンブルク, シーズン中 - ハンス=ペーター・グムリヒ, 1-0, 以下同文 - クラウス＝ディーター・クレーガー, 1-0, 以下同文 - ヴァルター・フォルカート, 1-0, 以下同文 |
| 退団 | - ノアバート・ホーフ, ヴィーナーSC - クラウス・フォック, HSVバルンベク=ウーレンホルスト, RLノルト - フーバート・シェル, ASVノイマルクト, 2. ALバイエルン - ビヨーアン・モルデンハウアー, アマチュア降格, LLハンブルク - ユアゲン・ザイファート, 1971: ベックーマーSpVgg, ALヴェストファーレン |

### FCシャルケ04
今季成績： 6位, 監督： ルディ・グーテンドーフ (-1970.9.7) →スロボダン・チェンディッチ (1970.9.8-), 1969/70: 9位
| 入団 | - クラウス・フィッシャー, 34-15, TSVミュンヘン1860, BLから降格 - クラウス・ベフェルンゲン, 8-1, ヘッスラー06/ユーゲント - ディーター・ブーアデンスキ, 3-0, ユーゲントから昇格 - カール＝ハインツ・クズミエシュ, 2-0, ユーゲントから昇格, シーズン中 - ラインホルト・プファイファー (サッカー選手), 1-0, TuSアルトリップ/ユーゲント, フォアデアプファルツ |
| 退団 | - ヨーゼフ・エルティン, 1. FCカイザースラウテルン, BL - ヘアマン・エアルホフ, ロート=ヴァイス・エッセン, BL - ヴァルデマー・スロミアニー, DSCアルミニア・ビーレフェルト, BL - ゲアハート・ノイザー, シュポルトフロインデ・ジーゲン, ALヴェストファーレン - ルディ・トルンプフヘラー, SVアトラス・デルメンホルスト                                        |

### MSVデュイスブルク
今季成績： 7位, 監督： ルドルフ・ファスナハト → ローバート・ゲプハート, 1969/70: 15位
| 入団 | - ゲアハート・ケンチュケ, 33-3, 1. FCカイザースラウテルン, BL - フォルカー・ダナー, 32-0, ボルシア・メンヒェングラートバッハ, BL - ベアナート・ディーツ, 30-4, SVボックム=ヘーフェル, LLヴェストファーレン, St. 5 - ヨハネス・リンゼン, 28-1, アマチュアから昇格, ベツィルクスクラッセ・ニーダーライン, Gr. 3 - ゲオーク・ダムヤノフ, 16-1, テニス・ボルシア・ベルリン, RLベルリン - ハインツ＝ペーター・ブーフベアガー, 10-0, アイントラハト・デュイスブルク, フェアバンツリーガ・ニーダーライン - クアト＝ユアゲン・ローレンツ, 1-0, SCゾンネンボルン07/ユーゲント - ヘアマン・ホルシャー, 出場なし, デュッセルドルファーSC99, フェアバンツリーガ・ニーダーライン            |
| 退団 | - ヘアバート・ブルックマン, アイントラハト・デュイスブルク, フェアバンツリーガ・ニーダーライン - ロルフ＝ディーター・デアフラー, 1.ゲッピンガーSV, RLズュート - ディーター・クールマン, FCジンゲン04, ALシュヴァルツヴァルト=ボーデンゼー - ペーター・レッヒャーマン, SCテルスタル - パヴェル・マレチェク, シュポルトフロインデ・ハムボルン07, RLヴェスト - マンフレート・ミューラー (1941年生まれのサッカー選手), KFCディースト - アクセル・ルツァニー, カールスルーアーSC, RLズュート - カール＝ハインツ・ヴィスマン, Kシント=トライデンセVV - ゲアト・シュヴィドロフスキ, テニス・ボルシア・ベルリン, RLベルリン - ヘルムート・フッタリー, FCヴィンタートゥール, シーズン中 |

### 1. FCカイザースラウテルン
今季成績： 8位, 監督： ギュラ・ローラーント (-1971.3.9) →ディートリヒ・ヴァイゼ (1971.3.11-), 1969/70: 10位
| 入団 | - ギュンター・ラインダース, 28-1, FKピルマゼンス, RLズュートヴェスト - ヨーゼフ・エルティン, 27-0, FCシャルケ04, BL - イドリズ・ホシッチ, 22-8, FKツルヴェナ・ズヴェズダ - ペーター・ブルシュ, 20-2, 1. FCケルン - ブラティスラヴ・ジョルジェヴィッチ, 5-0, OFKベオグラード - ヘアマン・ビッツ, 2-0, アマチュアから昇格, ALズュートヴェスト, シーズン途中 - ローター・フーバー, 1-0, アマチュアから昇格, ALズュートヴェスト, シーズン途中                                                                           |
| 退団 | - ゲアハート・ケンチュケ, MSVデュイスブルク, BL - ユアゲン・ルモーア, ヘルタBSC, BL - フォルカー・クライン, DSCアルミニア・ビーレフェルト, BL - オットー・ガイザート, RSCシャルルロワ - ハンス・リップ, ASVランダウ, RLズュートヴェスト - ヴォルフガン・シュナーア, SCプロイセン・ミュンスター, RLヴェスト - ヘアマン・ゾイエツ, FC08ホンブルク, RLズュートヴェスト - ゲアト・シュナイダー (1940年生まれのサッカー選手), 現役引退 - ヴェアナー・グラス, VfR06カイザースラウテルン, ALズュートヴェスト, シーズン途中 |

### ハノーファー96
今季成績： 9位, 監督： ヘルムート・ヨハンゼン → ハンス・ピルツ, 1969/70: 13位
| 入団 | - ホアスト・ベアク, 32-5, TSVミュンヘン1860, BLから降格 - フェアディナント・ケラー (サッカー選手), 30-19, TSVミュンヘン1860, BLから降格 - ホアスト・ベアトル, 29-10, TuSブレーマーハーフェン93, RLノルト - ハンス＝ヨアヒム・ヴェラー, 27-1, SCゲッティンゲン05, RLノルト - ヴィリ・ライマン, 22-7, TuSブレーマーハーフェン93, RLノルト - ルディ・ナフツィガー, 21-0, FCザンクト・ガレン - ハンス＝ヘアバート・ブルーメンタール, 2-0, アマチュアから昇格, LLニーダーザクセン |
| 退団 | - ユップ・ハインケス, ボルシア・メンヒェングラートバッハ, BL - ヨシップ・スコブラル, オランピック・ドゥ・マルセイユ - ライナー・ツォベル, FCバイエルン・ミュンヘン, BL - クリスティアン・ブロイアー (サッカー選手), TSVアレマニア・アーヘン, RLヴェスト - ユアゲン・デッチュ, FCバイエルン・ホーフ, RLズュート - ベアント・ケットラー, 現役引退 |

### SVヴェルダー・ブレーメン
今季成績： 10位, 監督： ローバート・ゲプハート → フリッツ・レーベル & ハンス・ティルコフスキ, 1969/70: 11位
| 入団 | - カール＝ハインツ・カンプ (サッカー選手), 34-5, SCオペル・リュッセルスハイム, RLズュート - ルディ・アッサウアー, 31-1, ボルシア・ドルトムント, BL - ヴェアナー・テーレン, 15-0, 1. FCケルン, BL - ヴィリ・ゲッツ, 5-0, アマチュアから昇格, LLブレーメン - クラウス・ミューラー (1950年生まれのサッカー選手), 1-0, アマチュアから昇格, シーズン中 - フォルカー・シェットナー, 1-0, 同上 |
| 退団 | - ヨーン・デーニエルセン, FCキアッソ - ヴァルター・プラッゲマイアー, SCゲッティンゲン05, RLノルト - ノアバート・ホイアー, TSVオステルホルツ=テネファー, ベツィルクスリーガ・ブレーメン - ユアゲン・キーファート, ヘルムート・シメチェク, SVヘメリンゲン, LLブレーメン - ベアント・クーグラー, アマチュア降格, LLブレーメン                                                              |

### 1. FCケルン
今季成績： 11位, 監督： エアンスト・オツヴィアク → ハンス・メアクレ, 1969/70: 4位
| 入団 | - トーマス・パーティス, 29-5, アウストリア・ヴィーン - ハンス＝ヨーゼフ・カペルマン, 27-1, アレマニア・アーヘン, BLから降格 - ベアンハート・コルマン, 19-1, アマチュアから昇格, フェアバンツリーガ・ミッテルライン - クアト・コヴァルスキ, 9-0, アマチュアから昇格, フェアバンツリーガ・ミッテルライン - ハンス＝ユアゲン・レックス, 6-0, アマチュアから昇格. シーズン中 - マンフレート・クラッセン, 3-0, SCユーリヒ1910, フェアバンツリーガ・ミッテルライン - ヴォルフガン・ヨン, 1-0, タスマニア1900ベルリン, RLベルリン |
| 退団 | - ペーター・ブルシュ, 1. FCカイザースラウテルン, BL - ヴェアナー・テーレン, SVヴェルダー・ブレーメン, BL - ベアンハート・ヘアメス, ヴッパーターラーSV, RLヴェスト - ロルフ・ビーアクヘルツァー, KSVヘッセン・カッセル, RLズュート - ヴォルフガン・リーマン (サッカー選手), 1. FCニュルンベルク, RLズュート - カール＝ハインツ・ゴルダウ, アマチュア降格, フェアバンツリーガ・ミッテルライン - フリッツ・ポット, SpVggフレッヒェン20, LLミッテルライン                                                                      |

### VfBシュトゥットガルト
今季成績： 12位, 監督： ブランコ・ゼベツ → フランツ・ザイボルト, 1969/70: 7位
| 入団 | - ハートムート・ヴァイス, 34-15, アイントラハト・ブラウンシュヴァイク, BL - ゲアト・レーギッツ, 5-1, ボルシア・ノインキルヒェン, RLズュートヴェスト - ユアゲン・マーティン, 3-0, FKピルマゼンス, RLズュートヴェスト - ハンス・ホイザー (サッカー選手), 2-0, ボルシア・ノインキルヒェン, RLズュートヴェスト - ボードー・ヨップ, 1-0, アマチュアから昇格, ALノルトヴュルテンベルク |
| 退団 | - ディーター・フェラー, アウストリア・ヴィーン - テオドーア・ホフマン (サッカー選手), ラピート・ヴィーン - ハンス・マイアー (サッカー選手), VfRハイルブロン, RLズュート - ハンス＝ディーター・コッホ (サッカー選手), アマチュア降格, ALノルトヴュルテンベルク - ジルベール・グレス, オランピック・ドゥ・マルセイユ, シーズン中                                                   |

### ボルシア・ドルトムント
今季成績： 13位, 監督： ホアスト・ヴィッツラー → ヘアマン・リンデマン (サッカー選手), 1969/70: 5位
| 入団 | - マンフレート・リッチェル, 34-6, SSVヤーン・レーゲンスブルク, RLズュート - ディーター・ヴァインカウフ, 28-8, FKピルマゼンス, RLズュートヴェスト - ハンス＝ヨアヒム・アンドレー, 20-0, アマチュアから昇格, フェアバンツリーガ・ヴェストファーレン - インゴ・ペータース, 出場なし, TSCアイントラハト・ドルトムント, LLヴェストファーレン, St. 3 |
| 退団 | - ルディ・アッサウアー, SVヴェルダー・ブレーメン, BL - ディートマー・エアラー, アイントラハト・ブラウンシュヴァイク, BL - アルフレート・コールホイフル, SSVヤーン・レーゲンスブルク, RLズュート - ヘルムート・ヘーレン, TSRオリンピア・ヴィルヘルムスハーフェン, RLノルト - カール＝ハインツ・アートマン, LASK                                 |

### DSCアルミニア・ビーレフェルト
今季成績： 14位, 監督： エゴン・ピエヒャチェク, 1969/70: BL昇格組
| 入団 | - ヴァルデマー・スロミアニー, 33-4, FCシャルケ04, BL - フォルカー・クライン, 31-0, 1. FCカイザースラウテルン, BL - カール＝ハインツ・ブリュッケン, 29-1, バイヤー04レヴァークーゼン, RLヴェスト - ディーター・ブライ, 16-1, SVシュヴァルツ＝ヴァイス・ゼンデ, KKヴィーデンブリュック - ユアゲン・ノイマン, 1-0, ダリン・クルブ・ドゥ・ブリュッセル - ヘアバート・ビットナー, 1-0, ユーゲントから昇格 |
| 退団 | - ベアント・キアヒナー, 現役引退 - ペーター・ダマン, 1. FCパーダーボルン, フェアバンツリーガ・ヴェストファーレン |

### アイントラハト・フランクフルト
今季成績： 15位, 監督： エーリヒ・リベック, 1969/70: 8位
| 入団 | - ユアゲン・パピース, 25-3, フォルトゥナ・デュッセルドルフ, RLヴェスト - ペーター・ライヒェル (サッカー選手), 24-1, VfBギーセン/ユーゲント - トーマス・ローアバッハ, 22-1, SCゲッティンゲン05, RLノルト - パウル=ヴェアナー・ホフマン, 出場なし, ユーゲントから昇格 - フリートヘルム・アオスト, 出場なし, レイターSV, フェアバンツリーガ・ニーダーライン - ヴァルター・ヴァーグナー (1949年生まれのサッカー選手), 11-0, アマチュアから昇格, ALヘッセン, シーズン中 - マンフレート・ヴィアト (1947年生まれのサッカー選手), 9-0, 同上 - ヨアヒム・ヴェーバー (サッカー選手), 3-0, 同上 |
| 退団 | - ヴィリ・フーバーツ, アウストリア・ヴィーン - ファフルディン・ユスフィ, ゲルマニア・ヴィースバーデン, ALヘッセン - ヘアマン＝ディーター・ベルート, SCオペル・リュッセルスハイム, RLズュート - クラウス・ホムリヒ, SVレヒリンク・フェルクリンゲン, RLズュートヴェスト - アルブレヒト・ヴァハスマン, ヴィクトリア・アシャッフェンブルク, RLズュート - ゲアハート・ヴァーグナー (サッカー選手), SCヴェストファリア・ヘルネ, RLヴェスト |

### ロート=ヴァイス・オーバーハオゼン
今季成績： 16位, 監督： アルフレート・プライスラー (-1971.4.15) →ギュンター・ブロッカー (1971.4.16-), 1969/70: 14位
| 入団 | - ヴォルフガン・ズューンホルツ, 32-6, ヘルタ03ツェーレンドルフ, RLベルリン - ウーヴェ・クリーマン, 26-0, ヘルタ03ツェーレンドルフ, RLベルリン - ライナー・ホルマン, 26-0, アイントラハト・デュイスブルク, フェアバンツリーガ・ニーダーライン - ハンス・シューマッハー (サッカー選手), 19-6, SGアイントラハト・ゲルゼンキルヒェン, フェアバンツリーガ・ヴェストファーレン, Gr. 1 - クラウス・ヴィット, 11-0, 1. FCリンクスドルフ=ゴーデスベルク, フェアバンツリーガ・ミッテルライン |
| 退団 | - フーゴー・ダウスマン, ロート=ヴァイス・エッセン, BL - ディーター・ヘンチェル, Kシント=トライデンセVV - ハインツ・ポル (サッカー選手) ベルヘム・スポルト - ゲオーク・ミューラー (サッカー選手), TVランゲンフェルト - ウードー・レートマン, 詳細不明 |

### キッカース・オッフェンバッハ
今季成績： 17位, 監督： アキ・シュミット (-1970.9.26) →ルディ・グーテンドアフ (1970.9.28 - 1971.2.23) →クーノー・クレッツァー (1971.2.24-), 1969/70: BL昇格組
| 入団 | - ニコラウス・ゼムリッチュ, 25-0, アマチュアから昇格 - ヴィンフリート・シェーファー, 26-0, ボルシア・メンヒェングラートバッハ, BL - エアヴィン・シュピンラー, 12-0, ボルシア・メンヒェングラートバッハ, BL - ヘルムート・ネアリンガー, 16-3, FCバイエルン・ミュンヘン, BL - ヘルムート・シュミット, 17-0, FCバイエルン・ミュンヘン, BL - ローター・スカラ, 7-0, ユーゲントから昇格 - ゲオーク・バイフレ, 2-0, VfRプフォルツハイム, 1. ALノルトバーデン |
| 退団 | - ヨーハン・コンダート, LASK - アルフレート・レーゼンベアク, KSVヘッセン・カッセル, RLズュート - ペーター・リューベナハ, SCオペル・リュッセルスハイム, RLズュート - ヴィリ・ローデクアト, FCビール=ビエンヌ - ヴィルフリート・コールス, 1. FCホーホシュタット |

### ロート=ヴァイス・エッセン
今季成績： 18位, 監督： ヘアバート・ブアデンスキ (-1971.5.10) →ヴィリ・フォアデンボイメン (1971.5.11-), 1969/70: 12位
| 入団 | - ヘアマン・エアホフ, 34-2, FCシャルケ04, BL - ヴァルター・ホーンハウゼン, 31-9, FC08フィリンゲン, RLズュート - ディーター・バスト, 22-3, SpVggシュテアクラーデ06/07, フェアバンツリーガ・ニーダーライン - クラウス・リンク, 2-0, VfBリューベック, RLノルト - フーゴー・ダウスマン, 出場なし, RWオーバーハウゼン, BL |
| 退団 | - フレート・エングラート, ヴィクトリア・アシャッフェンブルク, RLズュート - ヴェアナー・キーク, 現役引退 - ヘアマン・ロス, アマチュア復帰 - マンフレート・ケースリン, ディーター・クラウス, ロルフ・レフケス, 詳細不明                                                                                                |

## 主審[10]
| 名前                                      | 生年月日   | 所属協会           | 担当試合数 |   |
| ----------------------------------------- | ---------- | ------------------ | ---------- | - |
| ハインツ・アルディンガー                  | 1933-01-07 | ヴュルテンベルク   | 14         | 1 |
| ディートリヒ・バーゼドフ                  | 1930-07-17 | ハンブルク         | 6          | 0 |
| ディーター・ベアナー (審判員)             | 1938-08-07 | ヴュルテンベルク   | 5          | 0 |
| アルフォンス・ベッツ                      | 1928-11-21 | バイエルン         | 10         | 0 |
| フェアディナント・ビヴァージ              | 1934-06-24 | ザールラント       | 11         | 0 |
| ゲアハート・ブエー                        | 1935-04-21 | ニーダーザクセン   | 1          | 0 |
| ホアスト・ボナッカー                      | 1937-05-18 | 不明               | 7          | 0 |
| ヴェアナー・ブアガース                    | 1934-05-15 | ニーダーライン     | 2          | 0 |
| ヘルムート・コンラート                    | 1929-05-10 | ザールラント       | 1          | 0 |
| ヴォルフガン・ディットマー                | 1941-09-28 | ズュートヴェスト   | 4          | 0 |
| ヴァルター・エンゲル (審判員)             | 1939-05-15 | ザールラント       | 3          | 0 |
| ヴァルター・エシュヴァイラー              | 1935-09-20 | ミッテルライン     | 7          | 0 |
| カール=ハインツ・フォアク                 | 1930-07-13 | ヴェストファーレン | 5          | 0 |
| ルドルフ・フリッケル                      | 1932-07-16 | バイエルン         | 10         | 0 |
| ノアベアト・フクス                        | 1935-09-20 | ラインラント       | 6          | 0 |
| ペータ－・ガボーア                        | 1940-04-19 | ベルリン           | 7          | 0 |
| フィリップ・ゲン                          | 1926-05-04 | ズュートバーデン   | 9          | 0 |
| マンフレート・ハーマー                    | 1938-04-15 | ヴェストファーレン | 4          | 0 |
| ディーター・ヘッケロート                  | 1939-07-04 | ヘッセン           | 7          | 1 |
| ゲアト・ヘニヒ                            | 1935-04-24 | ニーダーライン     | 10         | 0 |
| ホアスト・ヘアデン                        | 1928-07-08 | ハンブルク         | 10         | 0 |
| ヴィルフリート・ヒルカー                  | 1930-08-14 | ヴェストファーレン | 5          | 1 |
| ハンス・ヒレブラント                      | 1935-06-12 | ニーダーライン     | 6          | 0 |
| フランツ＝ヨーゼフ・ホントハイム          | 1938-08-13 | ラインラント       | 1          | 0 |
| ヴァルター・ホアストマン                  | 1935-08-28 | ニーダーザクセン   | 10         | 0 |
| パウル・キンダーファーター                | 1940-01-24 | ミッテルライン     | 7          | 1 |
| アルフレート・ケーラー (審判員)           | 1936-01-18 | 不明               | 3          | 0 |
| ギュンター・リン                          | 1935-03-16 | ラインラント       | 7          | 0 |
| ヘアベアト・ルッツ                        | 1930-05-01 | ブレーメン         | 5          | 0 |
| ゲアト・モイザー                          | 1936-03-26 | ズュートヴェスト   | 4          | 0 |
| フランツ・ミューリン                      | 1929-11-16 | 不明               | 1          | 0 |
| ヴァルター・ニーマン (審判員)             | 1933-01-01 | ハンブルク         | 1          | 0 |
| クラウス・オームゼン                      | 1935-10-16 | ハンブルク         | 7          | 0 |
| ユアゲン・オアトマンス                    | 1940-01-11 | 不明               | 1          | 0 |
| アルフレート・オット                      | 1934-06-19 | ラインラント       | 4          | 0 |
| エーリヒ・プファイデラー                  | 1929-12-18 | バーデン           | 1          | 0 |
| カール＝ハインツ・ピッカー                | 1928-09-26 | ハンブルク         | 3          | 0 |
| ハインツ・クヴィンドー                    | 1933-08-28 | ズュートヴェスト   | 4          | 0 |
| ヤン・レーデルフス                        | 1935-08-20 | ニーダーザクセン   | 9          | 0 |
| エーヴァルト・レーゲリー                  | 1934-03-17 | ベルリン           | 6          | 0 |
| カール・リーク                            | 1929-11-15 | バイエルン         | 9          | 0 |
| エルマー・シェーファー (審判員)           | 1940-07-20 | ハンブルク         | 5          | 0 |
| ルードルフ・シュレック                    | 1933-12-02 | 不明               | 12         | 0 |
| ゲアハート・シューレンブーク              | 1926-10-11 | ニーダーザクセン   | 7          | 0 |
| ユーゲン・シューマン (審判員)             | 1940-05-02 | ラインラント       | 1          | 0 |
| フリッツ・ザイラー (1927年生まれの審判員) | 1927-08-14 | ヴュルテンベルク   | 8          | 0 |
| ハインツ・ジーベアト (審判員)             | 1925-08-02 | バーデン           | 2          | 0 |
| ゲアト・ジーペ                            | 1929-07-27 | ミッテルライン     | 5          | 0 |
| クアト・チェンシャー                      | 1928-10-05 | バーデン           | 10         | 0 |
| ハンス・フォス (審判員)                   | 1928-08-10 | ヴェストファーレン | 3          | 0 |
| フランツ・ヴェンゲンマイアー              | 1926-03-14 | バイエルン         | 10         | 1 |
| ハンス＝ヨアヒム・ヴァイラント            | 1929-09-29 | ニーダーライン     | 5          | 0 |
| マンフレート・ヴィヒマン (審判員)         | 1937-10-02 | ヴェストファーレン | 1          | 0 |
| ディーター・ヴォールファート              | 1939-01-11 | ヘッセン           | 2          | 0 |
| ウルリヒ・ヴォルフ (審判員)               | 1925-01-19 | 不明               | 2          | 0 |
| 通算                                      | 通算       | 通算               | 306        | 5 |
| 出典: weltfussball.de                     |            |                    |            |   |